# Sitio de la Base Aérea de Meneg
El sitio de la Base Aérea de Meneg (también llamada Menagh, Menegh o Minakh) fue un enfrentamiento armado en el que el Ejército Libre Sirio y grupos rebeldes islamistas por un lado, y las Fuerzas Armadas de Siria por el otro, se disputaron por el control de esta base aérea militar ubicada en la goernación de Alepo.

## Antecedentes
Tras meses de conflicto y el fracaso por parte de los rebeldes de derrocar al gobierno del presidente Bashar al-Asad, algunos comandantes rebeldes empezaron a cambiar de táctica y atacar las principales bases del bando leal. La Base Aérea de Meneg era un importante punto neurálgico para la Fuerza Aérea Siria en sus operaciones en el norte del país, especialmente en la ciudad de Alepo. La captura de Meneg era considerada una prioridad para asegurar la victoria en el norte de Siria.

## Desarrollo

### 2012
El primer gran asalto rebelde contra la base se produjo en las semanas siguientes al inicio de la Batalla de Alepo. Los combatientes rebeldes del ELS y grupos aliados lanzaron un ataque contra la base el día 2 de agosto de 2012, usando una combinación de armas ligeras, lanzagranadas propulsados por cohete (RPG) y cinco tanques capturados en la Batalla de Anadan.
El ataque inicial rebelde sobre la base a principios del mes de agosto de 2012 fue combatido por las tropas gubernamentales atrincheradas en el interior del perímetro de la base aérea. Los comandantes rebeldes aseguraron que continuarían con el asedio y «liberarían» la base.
Fuertes combates estallaron en la noche del 27 de diciembre y continuaron «toda la noche», cuando los rebeldes asaltaron de nuevo la base sitiada. Cazas MiG bombardearon las posiciones rebeldes en las afueras de la base para aliviar la presión sobre los defensores.

### 2013

#### Enero-abril
En enero de 2013, la base resistía tenazmente contra los rebeldes, a pesar del duro asedio proveniente de todas direcciones. Los defensores de la base recibían suministros de armas, medicinas y alimentos, así como evacuaciones médicas en helicóptero. Sin embargo, estas operaciones se volvieron cada vez más peligrosas para los pilotos de la Fuerza Aérea de Siria, a medida que las fuerzas rebeldes conseguían acceso a armas pesadas y disparaban a los helicópteros. En este punto los rebeldes estimaban que en la base quedaban 300 soldados atrincherados.
Soldados que desertaron de la base informaron que los suministros de alimentos eran un problema importante y que los soldados recibían raciones de arroz seco y trigo y se les decía que "hicieran lo que pudieran con eso." También se informó de lesiones autoinfligidas, cuando los soldados trataban de escapar de los combates.
El 8 de febrero, la Fuerza Aérea de Siria bombardeo varias partes de la base aérea después que los rebeldes lograran entrar, obligando a los rebeldes a retirarse una vez más. Un ataque rebelde fue nuevamente rechazado por las tropas del gobierno el 28 de abril, aunque los rebeldes lograron invadir algunas partes de la base antes de ser forzados a retirarse. Al menos 15 rebeldes murieron durante el asalto.

#### Mayo-julio
El 5 de mayo, dado que el asedio de la base continuaba y los soldados del gobierno se negaban a rendirse, los rebeldes lanzaron la que fue su mayor ofensiva contra la base hasta la fecha, invadiendo varias posiciones del Ejército y moviéndose hacia el interior de la base y capturando de un tanque, a pesar del duro ataque aéreo en contra de los rebeldes por las fuerzas aéreas.
Los rebeldes afirmaron que un grupo de pilotos desertaron y asesinaron al comandante de la base. Los pilotos desertores dijeron a los rebeldes que alrededor de 200 soldados permanecían todavía en la base, guarnecidos en el edificio central de la base con el apoyo de un puñado de tanques. Muchos soldados recurrieron a dormir debajo de los tanques, por temor a un asalto rebelde.
El 9 de mayo, se informó que, pese haber logrado capturar partes de la base de Meneg, las fuerzas rebeldes se vieron obligadas a retirarse debido a los intensos ataques aéreos.
El 28 de mayo, fuentes rebeldes reportaron que el gobierno realizó con éxito una misión de reabastecimiento aerotransportado a la base, cuando varios miles de milicianos del ELS y terroristas se trasladaron al oeste para lanzar un ataque en contra de los combatientes kurdos de las YPG en la región de Afrin, en el Kurdistán sirio. La operación consiguió llevar suministros vitales militares y logísticos a la base.
El 7 de junio, las fuerzas rebeldes atacaron la base aérea, disparando con los tanques hacia su edificio de mando, pero fueron repelidos una vez más. Otro intento de asalto fue llevado a cabo el 10 de junio, y al día siguiente habían lograron capturar la torre de control, después de intensos combates.
Las fuerzas gubernamentales respondieron bombardeando las zonas de la base capturadas por los rebeldes. El 17 de junio, los rebeldes se enfrentaron con combatientes leales de Nubl y Zahra que se dirigían a Meneg en un intento de reforzar los soldados que quedaban en la base militar.
El 23 de junio, El Observatorio Sirio de Derechos Humanos informó que los rebeldes habían detonado un coche bomba, matando a 12 soldados y destruyendo muchos edificios del complejo. Según informes, la explosión fue seguida por fuego con misiles contra posiciones del ejército.

#### Caída
El 5 de agosto de 2013, se realizó un asalto final rebelde, liderado por el grupo terrorista Estado Islámico de Irak y el Levante. A estas alturas, entre 70 y 120 soldados quedaban en la base, manteniendo sus posiciones en pequeñas secciones del complejo. El ataque empezó cuando dos terroristas suicidas extranjeros, uno de ellos saudí, condujeron un transporte blindado de personal hacia el centro de mando del aeropuerto y se hicieron explotar, destruyendo el edificio y matando o dispersando a los soldados restantes.
La lucha dispersa continuó, aunque, para la mañana del día siguiente, las fuerzas rebeldes tenían el control absoluto de la base aérea. El asalto final se saldó con 40 soldados y 21 rebeldes muertos. Otros 70 soldados, que consiguieron retirarse de la base, se rindieron al día siguiente ante fuerzas kurdas, en el norte del país. Además, en la mañana del ataque final, 10 soldados desertaron hacia los rebeldes y afirmaron haber intentado sin éxito matar al comandante de la base, quien más tarde fue capturado mientras intentaba retirarse con sus hombres.
El 6 de agosto, la Coalición Nacional Siria felicitó al pueblo sirio y al ELS por la toma del control total de la Base Aérea de Meneg.